# Rugby-Union-Südamerikameisterschaft 1951
Die Rugby-Union-Südamerikameisterschaft 1951 (spanisch Sudamericano de Rugby 1951) war ein vom Verband Unión de Rugby del Río de la Plata (heute Unión Argentina de Rugby) organisiertes Turnier in der Sportart Rugby Union, das 1951 zur Unterstützung der ersten Panamerikanischen Spiele stattfand. Damals noch als ABCU-Turnier bezeichnet (span. Torneo Internacional ABCU, nach den Teilnehmerländern Argentinien, Brasilien, Chile und Uruguay), wurde es sieben Jahre später nachträglich als erste kontinentale Meisterschaft anerkannt.
Im Februar und März 1951 fand in der argentinischen Hauptstadt Buenos Aires die erste Austragung der Panamerikanischen Spiele statt. Geplant war auch ein Rugbyturnier, das jedoch nicht zustande kam. Dieses wurde schließlich im September desselben Jahres ausgetragen, als so genannte ABCU-Meisterschaft. Teilnehmer waren die Nationalmannschaften Argentiniens, Chiles und Uruguays sowie eine brasilianische Auswahl, die sich aus Spielern zweier Vereine aus Rio de Janeiro und São Paulo zusammensetzte. Austragungsort aller Spiele war das im Stadtteil Palermo gelegene Estadio GEBA des Vereins Gimnasia y Esgrima de Buenos Aires.

## Tabelle

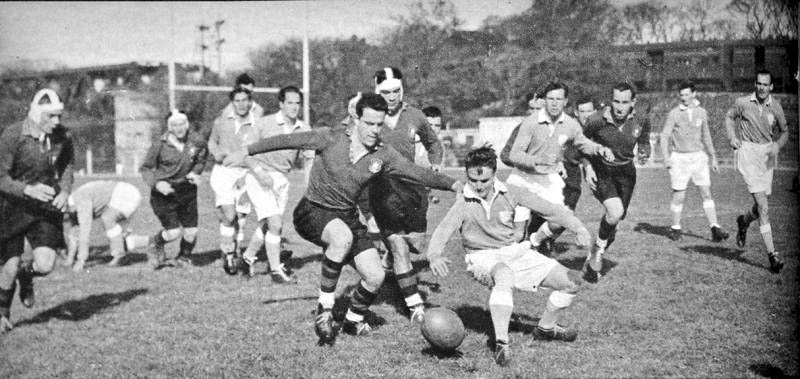
Spiel Uruguay gegen Chile bei der Südamerika-Meisterschaft 1951

Für einen Sieg gab es zwei Punkte, für ein Unentschieden einen Punkt, bei einer Niederlage null Punkte.
|    | Land        | Spiele | Siege | Unent. | Ndlg. | Spiel- punkte | Diff. | Tabellen- punkte |
| -- | ----------- | ------ | ----- | ------ | ----- | ------------- | ----- | ---------------- |
| 1. | Argentinien | 3      | 3     | 0      | 0     | 147:3         | + 144 | 6                |
| 2. | Uruguay     | 3      | 2     | 0      | 1     | 25:75         | − 50  | 4                |
| 3. | Chile       | 3      | 1     | 0      | 2     | 74:21         | + 53  | 2                |
| 4. | Brasilien   | 3      | 0     | 0      | 3     | 10:157        | − 147 | 0                |

## Ergebnisse
Punktesystem: 3 Punkte für einen Versuch, 2 Punkte für eine Erhöhung, 3 Punkte für einen Straftritt, 4 Punkte für ein Dropgoal, 3 Punkte für ein Goal from mark
| 9. September 1951 | Argentinien | 62 : 0  | Uruguay | Estadio GEBA, Buenos Aires Schiedsrichter: Alfred Stewart |
| 9. September 1951 | Versuche: Ehrman (2) Farrell (2) Morea (2) J. O’Farrell U. O’Farrell (7) Swain Strafversuch Erhöhungen: Bazan Fernandez del Casal (6) | Bericht |         | Estadio GEBA, Buenos Aires Schiedsrichter: Alfred Stewart |

| 9. September 1951 | Brasilien | 0 : 68  | Chile                       | Estadio GEBA, Buenos Aires |
| 9. September 1951 |           | Bericht | Versuche: 16 Erhöhungen: 10 | Estadio GEBA, Buenos Aires |

| 13. September 1951 | Argentinien | 72 : 0  | Brasilien | Estadio GEBA, Buenos Aires |
| 13. September 1951 | Versuche: Bazan (2) Caffarone (2) Ehrman (2) J. O’Farrell (5) U. O’Farrell (6) 1 weiterer Spieler Erhöhungen: Fernandez del Casal (8) 1 weiterer Spieler | Bericht |           | Estadio GEBA, Buenos Aires |

| 13. September 1951 | Chile                | 3 : 8   | Uruguay                                             | Estadio GEBA, Buenos Aires |
| 13. September 1951 | Straftritte: Andueza | Bericht | Versuche: Armas Erhöhungen: Davies Straftritte: Cat | Estadio GEBA, Buenos Aires |

| 16. September 1951 | Argentinien                                                | 13 : 3  | Chile                        | Estadio GEBA, Buenos Aires |
| 16. September 1951 | Versuche: Comas Ehrman U. O’Farrell Erhöhungen: Ehrman (2) | Bericht | Straftritte: Campbell McLean | Estadio GEBA, Buenos Aires |

| 16. September 1951 | Brasilien                                      | 10 : 17 | Uruguay                                                              | Estadio GEBA, Buenos Aires |
| 16. September 1951 | Versuche: Reeves Robinson Erhöhungen: Robinson | Bericht | Versuche: Day Henderson Morelli Erhöhungen: Cat Straftritte: Cat (2) | Estadio GEBA, Buenos Aires |